# اران (ساوجبلاغ)
اران (ساوجبلاغ)، روستایی از توابع بخش مرکزی شهرستان ساوجبلاغ در استان البرز ایران است.

## جمعیت
این روستا در دهستان سعیدآباد قرار دارد و براساس سرشماری مرکز آمار ایران در سال ۱۳۸۵، جمعیت آن ۱۵۶۸ نفر (۹۴ خانوار) بوده‌است.
در حال حاضر جمعیت این روستا حدود۶۸۰۰ نفر است. این روستا یکی از زیباترین مناطق ییلاقی استان البرز است.